# Adam Kaczkowski

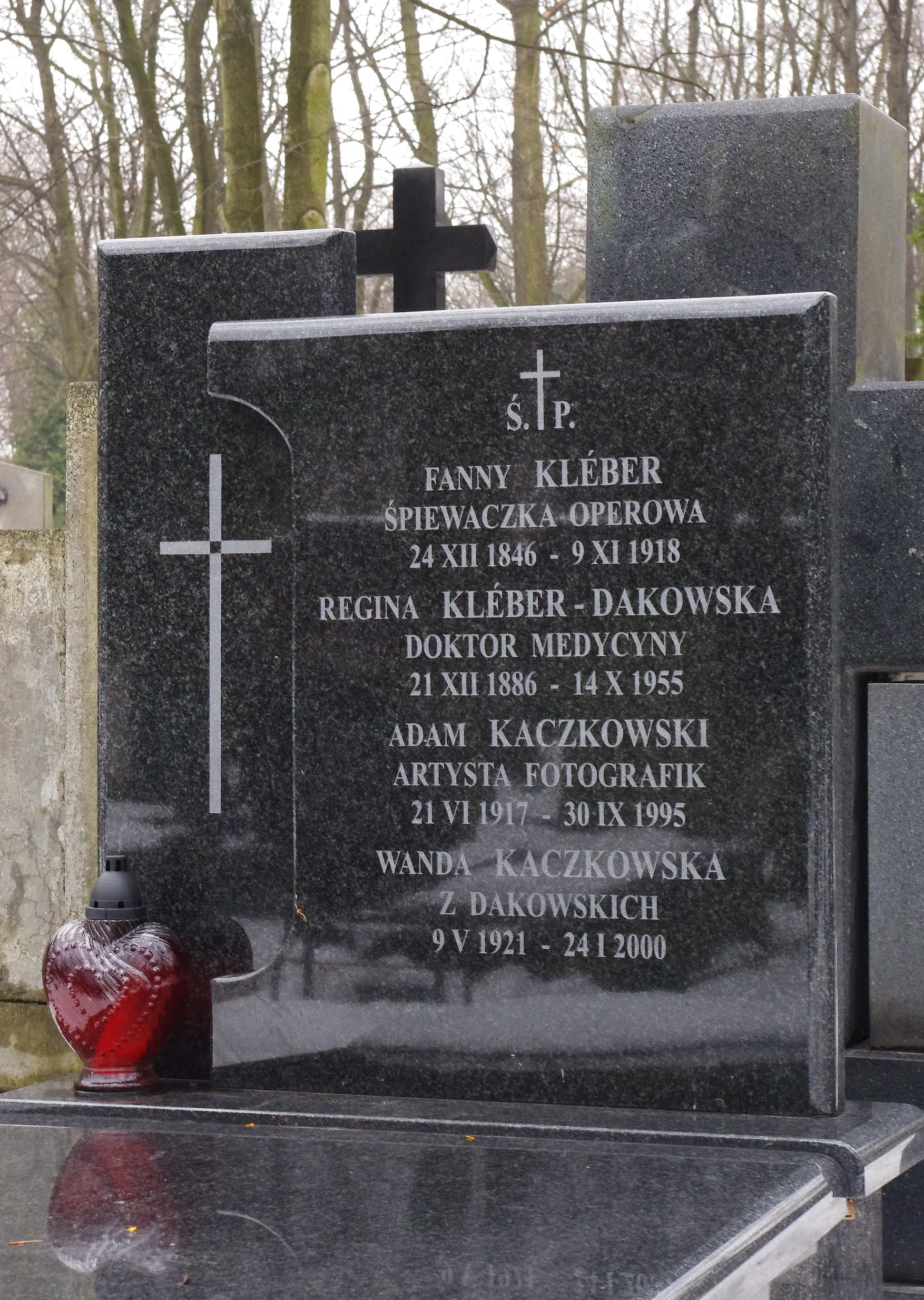
Grób fotografa Adama Kaczkowskiego (1917-1995), jego żony Wandy, śpiewaczki operowej Fanny Kléber (1846-1918) i doktor medycyny Reginy Kléber-Dakowskiej (1886-1955) na cmentarzu Powązkowskim w Warszawie

Adam Ferdynand Kaczkowski pseud. Lwowiak, urodzony jako Ferdynand Singlust (ur. 21 czerwca 1917 w Krakowie, zm. 30 września 1995 w Warszawie) – polski artysta fotografik specjalizujący się w fotografii teatralnej i prasowej.

## Życiorys
W czasie okupacji niemieckiej pracował w zakładzie fotograficznym na terenie Instytutu Głuchoniemych przy pl. Trzech Krzyży w Warszawie. Uczestnik powstania warszawskiego w stopniu kaprala Armii Krajowej 3. kompanii  batalionu „Miłosz”, odcinek wschodni „Bogumił” Podobwódu „Sławbor” (Śródmieście-Południe) I Obwód „Radwan” (Śródmieście). W czasie powstania wykonał serię fotografii, ale wojnę przetrwały tylko nieliczne.
Po wojnie aktywny fotograf. Jego prace były wielokrotnie prezentowane i nagradzane w kraju i zagranicą. Między innymi album Bramy Tragedii otrzymał Grand Prix Interpress Photo 1964 cyklu Muzeum Auschwitz-Birkenau. Wyjątkowym uznaniem cieszyła się wystawa chopinowska jego autorstwa eksponowana w wielu muzeach Europy i świata. Od 1950 był członkiem Związku Polskich Artystów Fotografików (ZPAF), posiadał tytuły A-FIAP – artysty i E-FIAP – wybitnego artysty przyznane mu przez Międzynarodową Federację Sztuki Fotograficznej. 
Zmarł 30 września 1995 w Warszawie. Został pochowany na cmentarzu Powązkowskim w Warszawie (kwatera 191-1-17).

## Życie prywatne
Był synem Dawida Singlusta i Estery z domu Schüttenberg, będących wyznania mojżeszowego. Ożenił się z Wandą Dakowską. Miał z nią syna Piotra Kaczkowskiego – polskiego dziennikarza i prezentera muzycznego Programu III Polskiego Radia. Był dziadkiem Aleksandry Kaczkowskiej - dziennikarki muzycznej i fotograficzki.

## Prace
Wykonał 7 albumów, w tym: 
- Powrót na Stare Miasto (1953)
- Żelazowa Wola (sześć wydań 1960-2011) ISBN 978-83-61142-65-2
- Bramy Tragedii (1989) ISBN 83-217-2683-6
- Czy drzewa prędko obiecują liście w Łazienkach (1979)
- The Holocaust Encyklopedia (2001)